# Dennis Wideman
Dennis Wideman, född 20 mars 1983 i Kitchener, Ontario, är en kanadensisk professionell ishockeyback som spelar för Calgary Flames i NHL.
Wideman blev draftad som 241:e spelare totalt av Buffalo Sabres i 2002 års NHL Entry Draft men fick aldrig representera dem, utan debuten kom hos St. Louis Blues. Wideman spelade där i ett och ett halvt år och lyckades göra 13 mål och 33 assist för totalt 46 poäng på 122 matcher. Den 27 februari 2007 blev han bortbytt till Boston Bruins mot forwarden Brad Boyes. I Bruins har han gjort 27 mål och 62 assist för totalt 89 poäng på 180 matcher fram till och med säsongen 2009–10. Han gjorde 13 mål vardera säsongerna 2007–08 och 2008–09.
23 juli 2008 förlängde Wideman med Bruins och kontraktet är på fyra år och värt $ 15,75 miljoner.